# ピサノサウルス
ピサノサウルス (Pisanosaurus) は中生代三畳紀後期（約2億2,800万年前）のアルゼンチンに生息していた恐竜型類。最初期の鳥盤類として知られていた属だが、2015年以降、シレサウルス等に近縁な非恐竜の恐竜型類であると考えられるようになった。
体長90センチメートル - 1メートル。発見された骨格は不完全なものであった。最初期の竜盤類であるエオラプトルなどと同じくIschigualasto Formationより化石が発見されており、同時代、同地域に生息していたと推定されている。

## 分類
ピサノサウルスは長年ヘテロドントサウルス科（ヘテロドントサウルスなど）、ファブロサウルス科（レソトサウルスなど）、ヒプシロフォドン科（ヒプシロフォドンなど）といった初期の鳥脚類の科内に位置付けられており、最古の鳥脚類としても扱われていた。2008年の研究ではピサノサウルスはヘテロドントサウルス科よりも基盤的な鳥脚類として分類された。ところが、2015年の研究においてピサノサウルスはシレサウルス科の恐竜型類であるという可能性が出された。2017年の研究はこれを支持し、ピサノサウルスは基盤的な鳥盤類として扱われるべきではないという見解を示した。これにより2018年時点では化石記録上は三畳紀の鳥盤類は存在しないこととなった。2020年の研究においてもピサノサウルスはシレサウルス類として扱われた。一方でシレサウルス類を鳥盤類の側系統群として扱う研究において、ピサノサウルスをシレサウルス類と初期の鳥盤類の中間に位置付けられることもある。